# 路易·費歇爾
路易·費歇爾（英語：Louis Fischer，1896年2月29日－1970年1月15日）是美國猶太人記者，其著作主要以共產主義研究為主，包括《坦白集》（1949年）和聖雄甘地的傳記《甘地傳》（1950年），後者更是奧斯卡金像獎得獎電影《甘地》（1982年）的基礎。他還撰寫弗拉基米爾·伊里奇·列寧的傳記《列寧傳》，從而贏得1965年美國國家圖書獎歷史和傳記項目。

## 外部連結
- Louis Fischer Papers at the Seeley G. Mudd Manuscript Library, Princeton University
- Biography at princeton.edu （页面存档备份，存于）